# Edward Fitzball
Edward Fitzball, né le 20 mars 1793 à Burwell dans le Cambridgeshire – mort le 27 octobre 1873, est un populaire dramaturge anglais  spécialiste du mélodrame. Son véritable nom est Ball.

## Biographie
Éduqué à Newmarket, Fitzball est apprenti chez un imprimeur de Norwich en 1809. Il produit quelques pièces dramatiques pour le théâtre local et connaît finalement le succès avec son Innkeeper of Abbeville, or The Ostler and the Robber (1820). Ce succès et l'amicale acceptation de l'une de ses pièce au Surrey Theatre de Thomas John Dibdin, le poussent à s'installer à Londres. Durant les vingt-cinq années qui suivent, il produit un grand nombre de pièces, la plupart avec un grand succès. Il est doté d'un talent particulier pour les drames maritimes. Son Floating Beacon (Surrey Theatre, 19 avril 1824) est joué 140 fois et son Pilot (Adelphi, 1825) 200 fois. Il produit également une représentation qui fait date du Hollandais volant et rédige le livret de Raymond et Agnès d'Edward Loder. Son plus grand triomphe dans le genre du mélodrame est peut-être Jonathan Bradford, or Murder at the Roadside Inn (Surrey Theatre, 12 juin 1833). À une certaine période, il est à la fois dramaturge et lecteur de pièces au Covent Garden et ensuite au théâtre de Drury Lane. Il jouit d'une considérable réputation en tant que compositeur et librettiste d'opéra. Il est l'auteur du livret de l'opéra Lurline de William Vincent Wallace. Il passe les dernières années de sa vie à Chatham où il meurt à l'âge de 81 ans.

## Œuvres
Pièces
- 1817 : Edwin
- 1819 : Bertha
- 1819 : The Ruffian Boy
- 1820 : Edda
- 1821 : Alonzo and Imogine
- 1822: The Fortunes of Nigel (after Walter Scott)
- 1822 : The Innkeeper of Abbeville
- 1822 : Joan of Arc
- 1823 : Peveril of the Peak (after Walter Scott)
- 1824 : Waverley (after Walter Scott)
- 1824 : The Floating Beacon
- 1825 : The Pilot (after James Fenimore Cooper)
- 1827 : le Hollandais volant
- 1828 : The Inchcape Bell
- 1828 : The Earthquake, or, The Spectre of the Nile (Adelphi Theatre)
- 1829 : The Red Rover (after James Fenimore Cooper)
- 1833 : Jonathan Bradford, or, The Murder at the Roadside Inn
- 1836 : Thalaba the Destroyer (after Robert Southey, Covent Garden)
- 1843 : La favorita (livret pour l'opéra de Gaetano Donizetti, Drury Lane)
- 1843 : La figlia del reggimento (livret pour l'opéra de Gaetano Donizetti, Drury Lane)
- 1845 : Maritana (livret pour l'opéra de William Vincent Wallace, Drury Lane)
- 1851 : Azael (Drury Lane)
- 1855 : Nitocris
- 1860 : Robin Hood (Astley Amphitheatre)
- 1864 : She Stoops to Conquer (Covent Garden, music by George Alexander Macfarren)

Autobiographie
- Thirty-five years of a dramatic author's life. 2 Bde., London 1859, vol. 1,  vol. 2